# Condado de Knox (Illinois)
O Condado de Knox é um dos 102 condados do Estado americano de Illinois. A sede do condado é Galesburg, e sua maior cidade é Galesburg. O condado possui uma área de 1 864 km² (dos quais 9 km² estão cobertos por água), uma população de 55 836 habitantes, e uma densidade populacional de 30 hab/km² (segundo o censo nacional de 2000). O condado foi fundado em 13 de janeiro de 1825.